# Quercus gussonei
Il cerro di Gussone (Quercus gussonei (Borzì) Brullo) è una pianta arborea appartenente alla famiglia delle Fagaceae, endemica della Sicilia.

## Descrizione

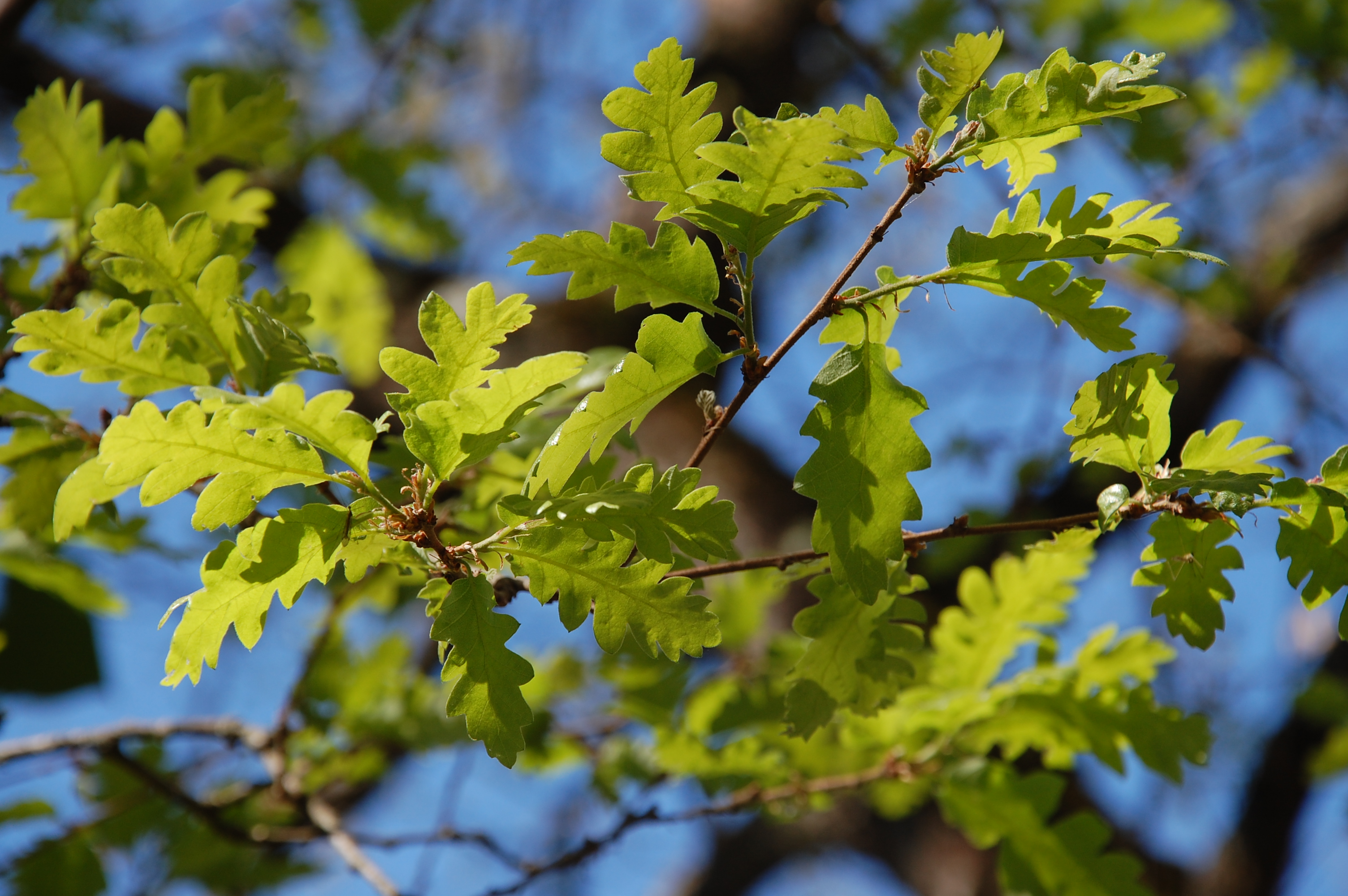
Foglie

È una quercia caducifoglia molto simile a Quercus cerris, da cui si differenzia principalmente per la forma delle foglie, più ampie e con margine meno profondamente inciso, e delle ghiande, più voluminose.

Il fusto è alto sino a 25 m ed ha una corteccia suberosa di colore grigiastro, con fessure longitudinali che lasciano intravedere il sottostante felloderma rossastro.

Le foglie, da oblunghe ad ellittiche, lunghe 10–18 cm, hanno un margine poco profondamente inciso, con lobi arrotondati, e sono di colore verde chiaro e lucide nella pagina superiore, grigiastre e pubescenti in quella inferiore.

I fiori maschili presentano perianzio pubescente, con 5-6 stami più lunghi del perianzio e antere ellittiche anch'esse pubescenti; quelli femminili, riuniti in gruppi di 2-7, presentano stigmi rossastri lunghi 1,2-1,8 mm.

Le ghiande, da oblunghe ad ellissoidi, lunghe 28–42 mm e con diametro di 18–23 mm, sono ricoperte per circa un terzo della loro superficie da una capsula squamosa grossolanamente emisferica.

## Distribuzione e habitat
È endemica della Sicilia, ove dà vita a fitte formazioni forestali sul versante tirrenico dei Nebrodi e nel bosco della Ficuzza, a quote comprese fra 700 e 1000 metri.
È una specie più termofila rispetto al Q. cerris. Predilige suoli sabbiosi e profondi.